# Rotovški trg
Rotovški trg je trg v Mariboru. Tu so v starih časih prodajali seno, zato so mu pravili Seni trg. Od tod je tudi dostop v ustanove v prvem nadstropju mestne hiše. Iz severne strani je prehod na Slomškov trg. Najstarejše ime trga je Rathaus Hof (Rotovško dvorišče) iz leta 1780. Leta 1869 so na njem delali prodajalci moke. Leta 1876 so ga poimenovali Rathaus Platz (Rotovški trg). Leta 1941 po nemški okupaciji so ga ponovno poimenovali Rathaus Platz. Maja 1945 so mu vrnili slovensko ime Rotovški trg. Prvotna posvetovalnica skupščine meščanov je bila najverjetneje na Koroški cesti 6. Po požaru leta 1362 so jo preselili na južni del Glavnega trga, kjer je danes hiša številka 4. Po požaru 6. novembra 1513 je mesto odkupilo pogorišče kaplanije sv. Magdalene in Marte.